# Дейна Шоенфілд
Дейна Шоенфілд (англ. Dana Schoenfield, 13 серпня 1953) — американська плавчиня.
Призерка Олімпійських Ігор 1972 року.